# Locust Grove (Georgia)
Locust Grove è una città degli Stati Uniti d'America, situata in Georgia, nella Contea di Henry.